# La Quête (chanson)
Pour les articles homonymes, voir La Quête.
La Quête est une chanson interprétée par Jacques Brel en 1968. Elle est extraite de L'Homme de la Mancha, adaptation française par Jacques Brel de la comédie musicale américaine Man of La Mancha.

## Histoire
Le spectacle L'Homme de la Mancha est joué pour la première fois au théâtre de la Monnaie à Bruxelles à l'été 1968. Enregistré la même année, La Quête est l'un des titres les plus connus de l'œuvre.
La version originale The Impossible Dream (en) (« l'impossible rêve », sous-titrée The Quest), fut créée au Mark Hellinger Theatre de Broadway à New York en 1965. Elle a pour auteurs Joe Darion pour les paroles et Mitch Leigh pour la musique.
La chanson interprétée pour la première fois par Richard Kiley dans sa version anglophone, et par Jacques Brel (pour la version francophone), est une réponse de Don Quichotte à la question de Dulcinée, sur ce qu'il entend par « quête ». La chanson sera reprise également par Dario Moreno (qui interprétait le rôle de Sancho Panza dans « L'Homme de la Mancha »).

## Reprises
En 1980, La Quête est reprise par Julien Clerc sur son album Sans entracte.
Il faut attendre 1986, pour que la comédie musicale soit à nouveau produite en France, à la Maison de la Culture de Nantes ; version dans laquelle la chanson est interprétée par Jean Piat.
Catherine Ribeiro l'interprète dans le spectacle Chansons de légende créé et enregistré au Théâtre des Bouffes-du-Nord en 1997.
En 1998, le rôle est repris par le chanteur d'opéra José van Dam.
En 2006-2007, Johnny Hallyday choisit La Quête pour conclure son tour de chant de la tournée Flashback Tour (voir les albums live : Palais des sports 2006 et La Cigale : 12-17 décembre 2006).
En 2017, Nolwenn Leroy reprend La Quête dans le cadre de l'émission 300 chœurs chantent les grands airs lyriques diffusée sur France 3 le vendredi 27 octobre. Un programme exceptionnel enregistré sous le chapiteau de l'Académie Fratellini.
En 2018, Maurane reprend La Quête pour son album hommage Brel.
Au Québec, Ginette Reno interprète La Quête en 1991 suivie en 2004 par Marie-Élaine Thibert.